# Labidura herculeana
Labidura herculeana was een oorworm die endemisch voorkwam op het eiland Sint-Helena in het zuiden van de Atlantische Oceaan. De soort wordt beschouwd als uitgestorven, in mei 1967 werd het laatste exemplaar gezien. In 2014 veranderde de  International Union for the Conservation of Nature zijn status van kritiek (ernstig bedreigd) naar uitgestorven. De met zijn lengte van 84 mm beschouwd als werelds grootste oorworm is mogelijk verdwenen door verlies aan habitat door toenemende bouwcontructies op het eiland, alsook predatie van ratten en muizen en invasieve insecten.